# Sachrüge
Mit der Sachrüge (auch Sachbeschwerde genannt) kann in der Revision im Strafprozess gerügt werden, dass das materielle Recht falsch angewendet worden ist.
Die Sachrüge wird dadurch erhoben, dass der Revisionsführer in der Revisionsbegründung erklärt, mit dem Urteil in sachlich-rechtlicher Hinsicht nicht einverstanden zu sein. Eine weitergehende Begründung ist nicht vorgeschrieben (allgemeine Sachrüge), aber möglich. Ergibt sich aus der Begründung jedoch, dass nicht die Anwendung des sachlichen Rechts gerügt werden soll, kann die Sachrüge unzulässig werden. Auf die Sachrüge hin prüft das Revisionsgericht die vollständigen Urteilsgründe von Amts wegen, nicht jedoch das Hauptverhandlungsprotokoll. Revisionen, in denen die Sachrüge nicht zusätzlich zu Verfahrensrügen erhoben wird, sind möglich, aber selten. Die Sachrüge sollte daher unter allen Umständen erhoben werden. Das empfiehlt auch Nr. 150 Absatz 5 RiStBV dem Rechtspfleger, wenn die Revisionsbegründung zu Protokoll erklärt wird.
Ergeben sich Rechtsfehler, wird das Urteil aufgehoben. Neben reinen Subsumtionsmängeln gibt es auch die Darstellungsrüge als Unterform der Sachrüge, mit der unvollständige, lückenhafte oder widersprüchliche Tatsachenfeststellungen gerügt werden können.
Ergeben sich aus den Urteilsgründen unzweifelhafte Verfahrensfehler, ist das Revisionsgericht nicht daran gehindert, auch ohne erhobene Verfahrensrüge das Urteil wegen eines Verfahrensfehlers aufzuheben.
Fehlen die Urteilsgründe, ist eine sachlich-rechtliche Prüfung nicht möglich, wodurch das Urteil aufzuheben ist.